# Фрайер, Реха
Реха Фрайер (нем. Recha Freier, ивр. רחה פריאר‎, урожд. Швейцер, Schweitzer; 29 октября 1892, Норден, Восточная Фризия, Германия — 2 апреля 1984, Иерусалим, Израиль) — еврейская общественная деятельница, известная своими социальными проектами. Наиболее важным из её проектов была «Молодёжная алия» — организация эмиграции еврейской молодёжи из нацистской Германии в подмандатную Палестину. Лауреат Государственной премии Израиля (1981), почётный доктор Еврейского университета в Иерусалиме.

## Биография
Реха Швейцер родилась в 1892 году в небольшом городке Норден на северо-востоке Германии в религиозной еврейской семье. Оба её родителя были учителями — Менаше Швейцер (1862—1945) преподавал разные предметы в еврейской начальной школе, а Берта (урождённая Леви) — английский и французский языки. В 1897 году семья Швейцеров переехала в Силезию. Там Реха после нескольких лет домашнего образования поступила в лицей в Глогау, где вместе с ней учились дочери германских офицеров. Там девочка, которой религия не позволяла писать в субботу, подвергалась насмешкам со стороны соучениц. Эти и другие проявления антисемитизма впоследствии превратили Реху в убеждённую сионистку.
После лицея Реха продолжила обучение в частной гимназии в Бреслау, где прошла четырёхлетний курс за полгода. В 1912 году она получила лицензию преподавательницы религиозной школы; в том же году ей было получено разрешение на обучение в университете, и в дальнейшем она изучала филологию в университетах Бреслау и Мюнхена.
В 1919 году Реха Швейцер вышла замуж за раввина Морица Фрайера. Вскоре после этого они переехали из Бреслау в Эшвеге, где Мориц уже занимал место раввина. В Эшвеге в семье Фрайеров в 1920 году родился первенец — сын, получивший имя Шальхевет. С 1922 по 1925 год Мориц Фрайер был раввином еврейской общины Софии, где Реха в эти годы преподавала в немецкой школе. В Софии в 1923 году родился второй сын Фрайеров — Амуд. В 1925 году семья переехала в Берлин, где Мориц стал раввином сразу в трёх синагогах. В Берлине у Фрайеров родились третий сын (Зерем, 1926) и дочь (Мааян, 1929). В годы жизни в Берлине Реха публиковалась в разделах литературной критики в немецких газетах, а также занималась собиранием фольклора.
К 1932 году антисемитская идеология нацистов начала находить всё более сильный отклик у жителей Германии, и евреям становилось всё тяжелее найти работу. Когда в этом году к Рехе Фрайер обратились несколько еврейских юношей с просьбой помочь в поиске работы, она в свою очередь обратилась в еврейское агентство по трудоустройству, но узнала, что перспектив нет. Тогда у неё возникла идея переправлять еврейскую молодёжь в Палестину, где та могла бы заняться сельскохозяйственной деятельностью. Юноши, которым Фрайер это предложила, идею горячо поддержали, но у руководства еврейской общины в Берлине и органов Всемирной сионистской организации как в Германии, так и в Палестине она вызвала противодействие. Не желая отказываться от планов из-за отсутствия поддержки, Фрайер сумела найти частные организации, не входящие в официальную структуру организованного сионизма и готовые помочь ей в деле репатриации еврейской молодёжи в Эрец-Исраэль. Финансирование первой группы переселенцев ей удалось найти во Франции и Нидерландах, и осенью 1932 года те прибыли в Палестину.
В январе 1933 года Фрайер основала в Германии Комитет помощи еврейской молодёжи (нем. Hilfskomitee für Jüdische Jugend) — эта организация стала известна под коротким названием «Молодёжная алия» или «Детская алия». Отделения Комитета открылись в Лондоне и Иерусалиме, и ради придания деятельности организации официального веса Фрайер сумела убедить основательницу движения «Хадасса» Генриетту Сольд возглавить иерусалимское отделение и взять на себя заботу о прибывающих в Палестину подростках. По мере усиления гонений на евреев в Германии активность «Молодёжной алии» возрастала, к ней подключились официальные органы Сионистской организации. Фрайер была избрана делегатом Всемирного сионистского конгресса, где также продвигала идеи молодёжной репатриации в Палестину.
В 1937 году уехал в Англию старший сын Рехи Фрайер, а на следующий год за ним последовали Мориц Фрайер и остальные двое сыновей (после этого Мориц и Реха вместе не жили). Сама Реха оставалась в Германии с дочерью и продолжала организовывать выезд из страны молодых евреев, число которых до 1939 года достигло 7000. В 1939 году, после начала Второй мировой войны, эта деятельность натолкнулась на новые препоны, поскольку многие страны, через которые ранее совершалась эмиграция, отказывались принимать германских евреев как «немцев» и «вражеских граждан». Когда Германия захватила Польшу, Фрайер попыталась организовать выезд и для польских евреев, но этому воспротивились как Имперская ассоциация евреев Германии (нем. Reichsvereinigung der Juden in Deutschland), так и Палестинский департамент Сионистской организации, и в итоге Фрайер была в 1940 году полностью отстранена от работы с «Молодёжной алиёй».
После этого Реха Фрайер с 11-летней дочерью наконец покинула Германию. Задержавшись в Загребе в ожидании въездной визы в Палестину, она и там пыталась продолжить работу по вывозу из Германии еврейской молодёжи — через Австрию, а затем нелегально через югославскую границу. Несмотря на нежелание Имперской ассоциации евреев Германии сотрудничать, она сумела за несколько недель организовать выезд из Германии ещё 120 детей и подростков, в основном сирот, 80 из которых были в дальнейшем переправлены в Палестину, а остальные в Швейцарию. Сама Фрайер добралась в Палестину весной 1941 года через Турцию и Сирию. Там она хотела вернуться к работе с «Молодёжной алиёй», но этому помешали разногласия с Генриеттой Сольд.
Через некоторое время Фрайер обратила своё внимание на детей из кварталов еврейской бедноты. Задавшись целью обеспечить им более достойное будущее, она основала Компанию профессионального обучения детей Земли Израильской, в рамках деятельности которой они должны были получать сельскохозяйственное образование. Первая группа детей, из Старого города Иерусалима, была в 1942 году направлена в кибуц Родгес-Явне, где в течение трёхлетнего периода они должны были учиться в первой половине дня и участвовать в полевых работах в послеобеденное время. Вторая группа иерусалимских детей была расселена в 1944 году в семьях мошавников в Кфар-Виткине на правах членов семей. После того, как работа с первыми группами принесла успехи, через программу Фрайер прошли тысячи еврейских детей Палестины.

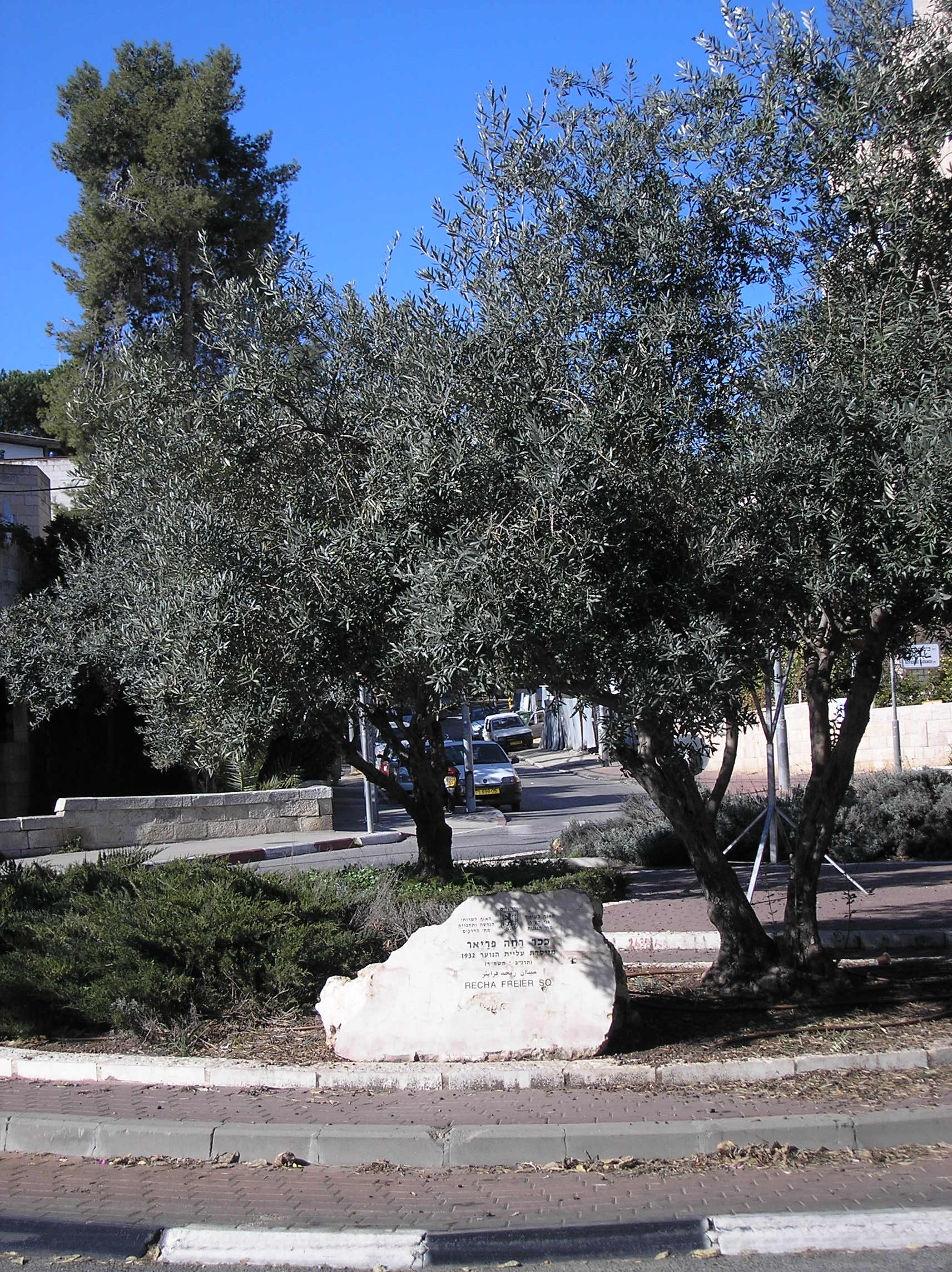
Площадь имени Рехи Фрайер. Иерусалим

В 1958 году Фрайер основала Фонд израильских композиторов, заказывавший музыкальные произведения у местных авторов, тем самым поощряя развитие израильской музыки. За первое десятилетие деятельности фонда по его заказу было создано около 50 произведений. В 1966 году Фрайер и композитор-авангардист Роман Хаубеншток-Рамати начали работу над новой музыкальной формой, которую назвали «тестимониум». Идея Хаубенштока-Рамати заключалась в том, чтобы создать аналог «Страстей», посвящённый страданиям еврейского народа. Премьера первого тестимониума, «Иерусалим: парад трёх тысячелетий истории», состоялась в 1968 году в Башне Давида, которую для этого предоставил Фрайер мэр Иерусалима Тедди Колек. До 1983 года публике были представлены ещё пять тестимониумов, значительная часть текстов которых была сочинена Рехой Фрайер.
В первые годы существования Израиля роль Фрайер в организации «Молодёжной алии» замалчивалась, и она вела борьбу за восстановление своего приоритета, в частности выпустив книгу об истоках этой организации. В дальнейшем она подала в суд иск против руководителя отдела молодёжной алии в Еврейском агентстве Моше Коля с требованием публичного признания её роли в создании «Молодёжной алии». Это признание было обнародовано в апреле 1954 года. Однако и в 1958 году, когда организации «Молодёжная алия» в ознаменование десятилетия Государства Израиль была присвоена Премия Израиля, Фрайер не пригласили на церемонию награждения. Восстановление справедливости началось в 1960-е годы, когда преемник Моше Коля Ицхак Арци пригласил Фрайер написать статью об истоках «Молодёжной алии» в готовящейся к изданию книге. В 1975 году Рехе Фрайер было присвоено почётное докторское звание Еврейского университета в Иерусалиме, а в 1981 году она была лично удостоена Премии Израиля за заслуги перед обществом и государством. Фрайер умерла в Иерусалиме в 1984 году.

## Увековечение памяти
В ноябре 1984 года городской совет Шарлоттенбурга в Германии установил на здании еврейского общинного центра памятную доску, посвящённую Рехе Фрайер как основательнице «Молодёжной алии». В 1990 году в её честь был назван учебный центр в кибуце Якум рядом с Герцлией в Израиле. Именем Рехи Фрайер названа площадь в Иерусалиме, в районе Катамон, а также небольшие улицы в Беэр-Шеве и Нетании. В последнем случае жители улицы потребовали убрать с неё указатели с названием, заявив: «Мы не фраеры!».